# Chłądowo
Chłądowo – wieś w Polsce położona w województwie wielkopolskim, w powiecie gnieźnieńskim, w gminie Witkowo.
W latach 1975–1998 miejscowość administracyjnie należała do województwa konińskiego.

## Zabytki
- Grodzisko średniowieczne – zbudowane w VIII wieku i zniszczone przypuszczalnie w wieku IX. Grodzisko jest prawie okrągłe w planie, jego średnica zewnętrzna wynosi ok. 52 metry. Zachowana wysokość wału od strony zewnętrznej to ok. 3 m[4][5].